# Granzay-Gript
Granzay-Gript é uma comuna francesa na região administrativa da Nova Aquitânia, no departamento de Deux-Sèvres. Estende-se por uma área de 21,55 km². Em 2010 a comuna tinha 921 habitantes (densidade: 42,7 hab./km²).